# Eriodictyon altissimum
Espèce
Classification APG III (2009)
Eriodictyon altissimum est une espèce de plantes à fleurs de la famille des Boraginaceae. C'est un arbuste endémique de Californie en Amérique du Nord. 

## Description
Eriodictyon altissimum est un arbuste poussant droit jusqu'à une hauteur maximale de près de 4 mètres. Il a une écorce déchiquetée sur ses plus grosses branches et tiges et un exsudat collant sur ses rameaux plus petits. Les feuilles linéaires très étroites mesurent jusqu'à 9 cm de long, ont des poils blancs sur le dessous et sont glabres et collantes sur le dessus. L'inflorescence est une grappe recourbée de fleurs de lavande en forme de cloche, chacune d'un peu plus d'un centimètre de long. Le fruit est une petite capsule contenant de nombreuses graines minuscules.

## Répartition
Eriodictyon altissimum est endémique du comté de San Luis Obispo, en Californie, où on le connaît à partir de seulement environ six occurrences dans les Irish Hills sur la côte et à proximité d'Indian Knob. Il y a des occurrences sur des terres protégées dans le parc d'État de Montaña de Oro et la réserve écologique de dunes de Morro.
Il pousse dans les broussailles, les chênaies et les chaparrals des sols gréseux. Cette plante est parfois présente avec Arctostaphylos morroensis, espèce endémique également menacée.

## Conservation
Lorsque la plante est inscrite sur la liste fédérale comme espèce en voie de disparition en 1994, il restait moins de 600 individus. Quand la plante est inscrite sur la liste des espèces menacées, la principale menace à sa survie est la destruction de son habitat ; en 2009, suffisamment de plantes se situent sur des terres protégées, ce qui n'est plus considéré comme une menace majeure. Pour cette raison, l'United States Fish and Wildlife Service a recommandé que l'espèce ne soit plus classée au statut de menacée.